# درکسلرا

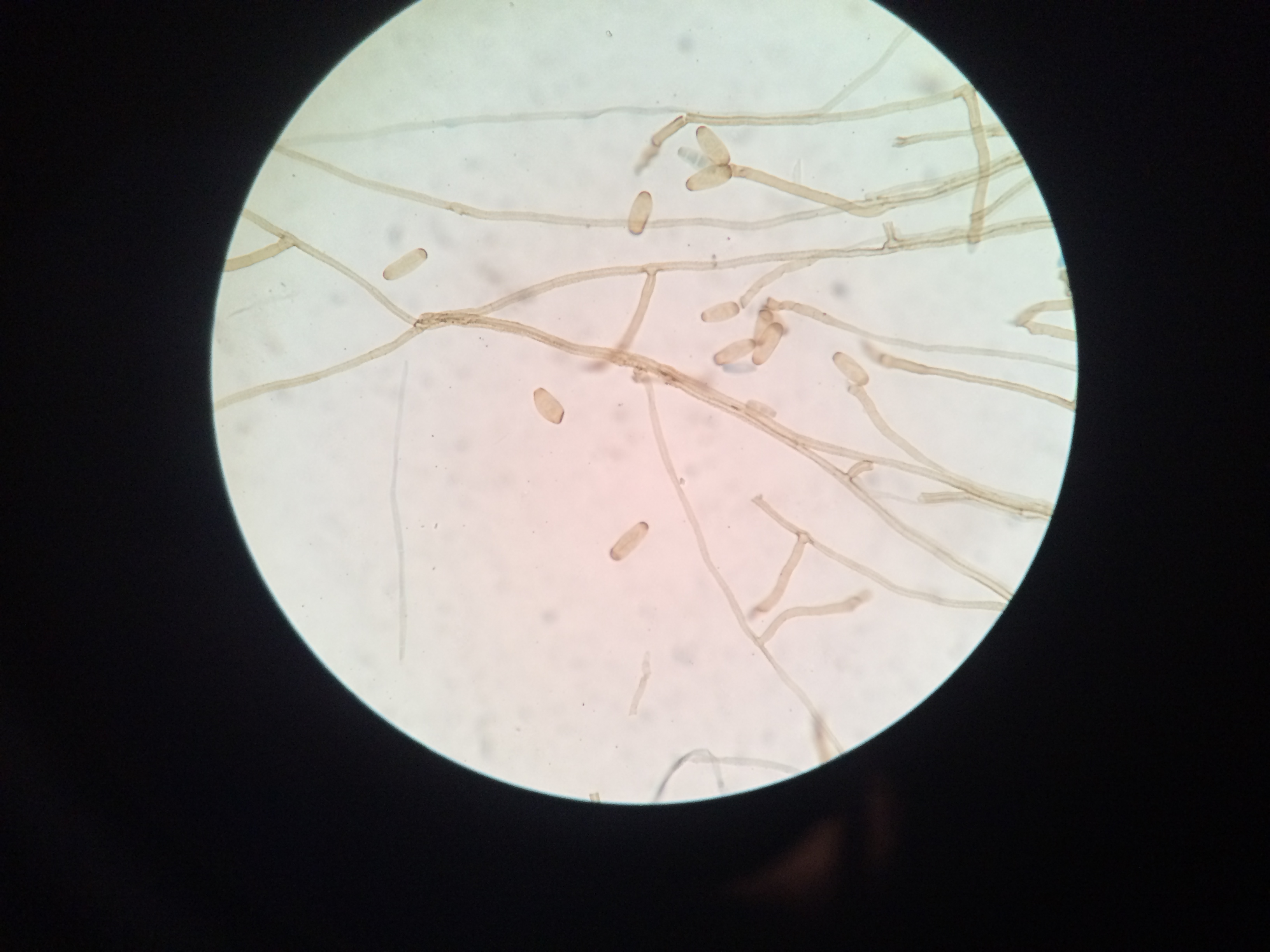
قارچ درکسلرا زیر میکروسکوپ

درکسلرا نام سرده از قارچها می‌باشد. بسیاری از گونه‌های این قارچ بیماری‌زا نیستند اما گونهٔ هاوائینزیس در مبتلایان به نقص سیستم ایمنی یکی از عوامل ایجادکنندهٔ مننگوانسفالیت کشنده می‌باشد.